# Ida de Lorena
Ida de Lorena, o Ida de Boulogne, nascuda cap a 1160, morta el 1216, va ser comtessa de Boulogne de 1173 a 1216. Era filla de Mateu d'Alsàcia o de Lorena, comte consort de Boulogne, i de Maria de Blois, comtessa de Boulogne.
El seu pare havia agafat a la seva mare d'un convent a Ramsey, però l'església era oposada al matrimoni que va acabar sent anul·lat el 1170; no obstant Mateu va continuar sent comte de Boulogne, que tenia de la seva antiga esposa, la qual encara va viure uns anys. Malgrat la irregularitat del matrimoni, les dues filles van ser legitimades i a la mort del pare, Mateu, el 1173, Ida el va poder succeir.
Sota el consell del seu oncle Felip d'Alsàcia, comte de Flandes, es va casar el 1181 amb Gerard de Gueldre, que va morir el mateix any. Es va casar de nou el 1183 amb Bertold IV de Zähringen, duc de Zähringen, que va morir al cap de tres anys.
Vídua per segona vegada, es va enamorar d'Arnold II de Guînes i negociava un matrimoni, quan va ser segrestada el 1209 per Renald I de Dammartin (vers 1175 † 1227), comte de Dammartin, que la va portar a Lorena. Era per desgràcia una sort bastant corrent per a les hereves de l'edat mitjana. La situació es va complicar quan Arnold de Guînes va rebre un missatge d'Ida. Va anar per alliberar-la, però va ser capturat a Verdun per companys de Renald. No va ser alliberat més que per la mediació de l'arquebisbe de Reims Guillem de les Mans Blanques.
Renald i Ida van tenir una filla:
- Matilde II († 1260), comtessa de Boulogne i de Dammartin, casada amb:
- # el 1218 amb Felip I Hurepel de França (1200 † 1234), comte de Clermont-en-Beauvaisis
- # el 1235 amb Alfons III, rei de Portugal (1210 † 1279)

## Font
- Basat en l'article de la wikipèdia anglesa "Ida, Countess of Boulogne"